# Житије Светог Саве
Житије Светог Саве може бити:
- Пролошко житије Светог Саве
- Житије Светог Саве од Доментијана
- Житије Светог Саве од Теодосија
- Житије Светог Саве (ТВ филм)